# ایا روملی

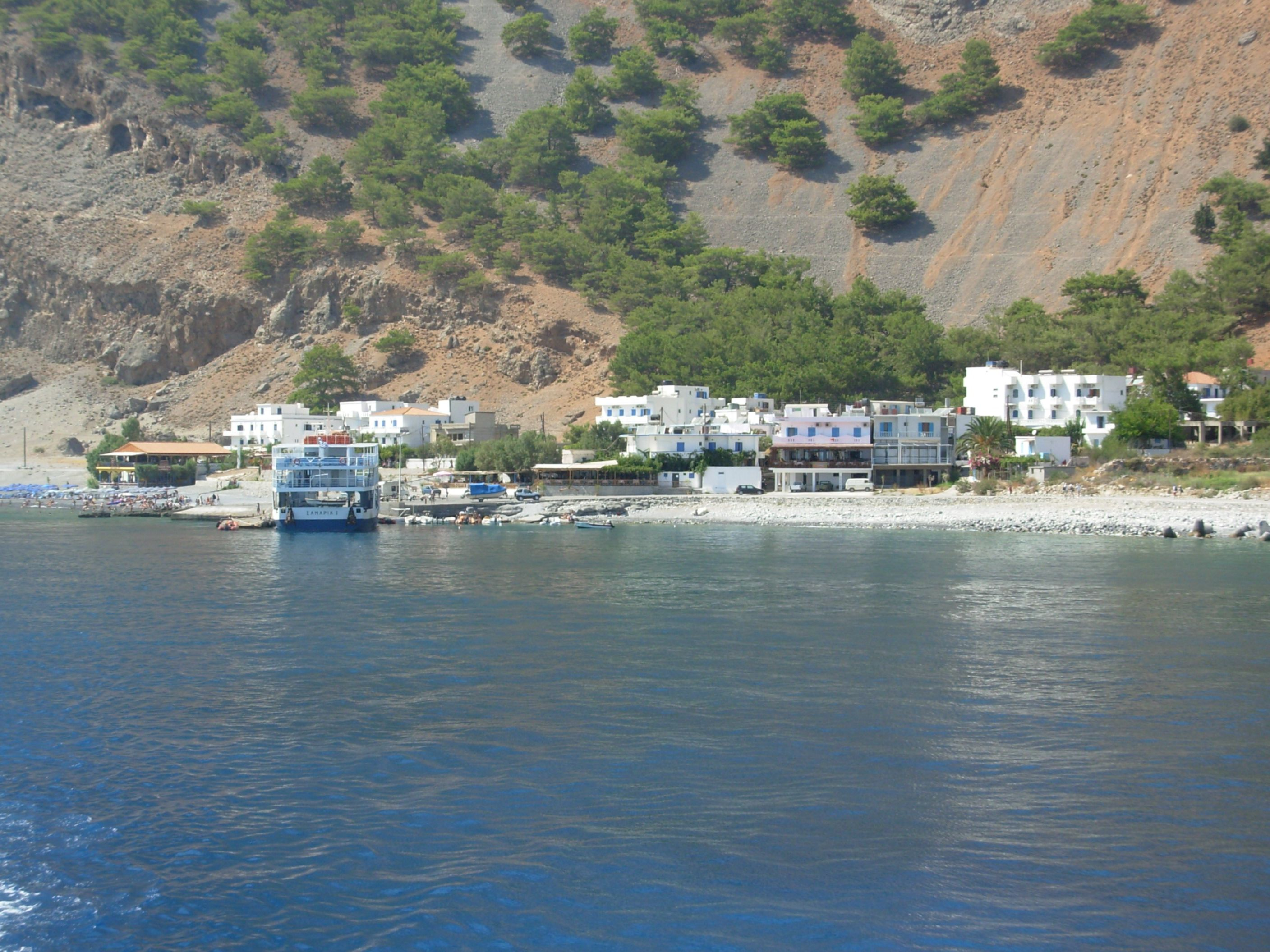
نمایی از منطقه توریستی ایا روملی در جنوب‌غربی جزیره کرت یونان - ۲۰۰۶

ایا روملی (به یونانی: Αγία Ρουμέλη) یک منطقه توریستی در جنوب‌غربی جزیره کرت یونان است، ایا روملی یکی از مراکز انقلابیون یونانی در برابر ارتش عثمانی بوده‌است.

## جاذبه‌های توریستی
- کلیسای پانجیا
- دره سامریه
- قلعه ایا روملی